# Kornhäusel-Villa

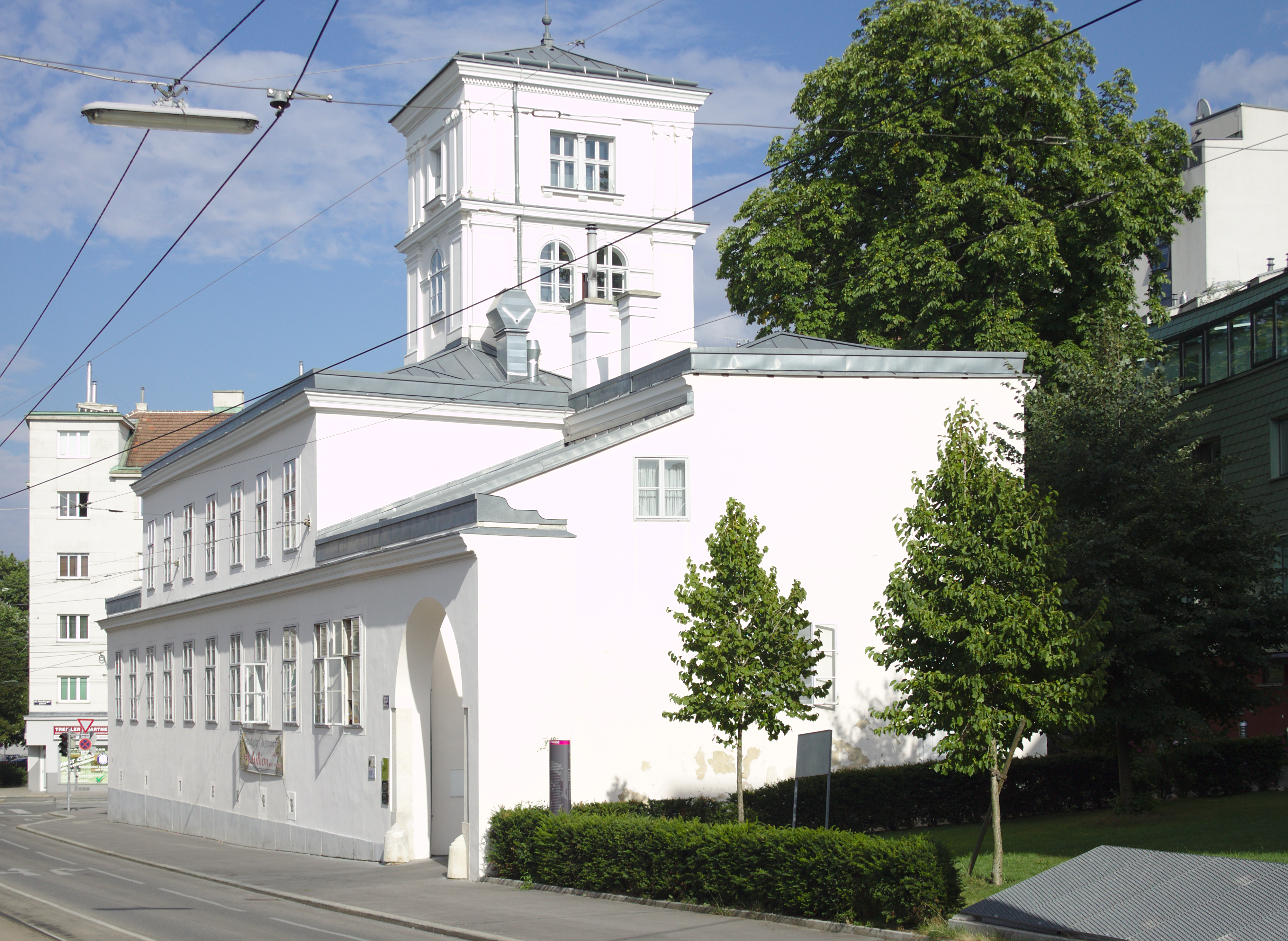
Kornhäusel-Villa, Ansicht von der Ottakringer Straße

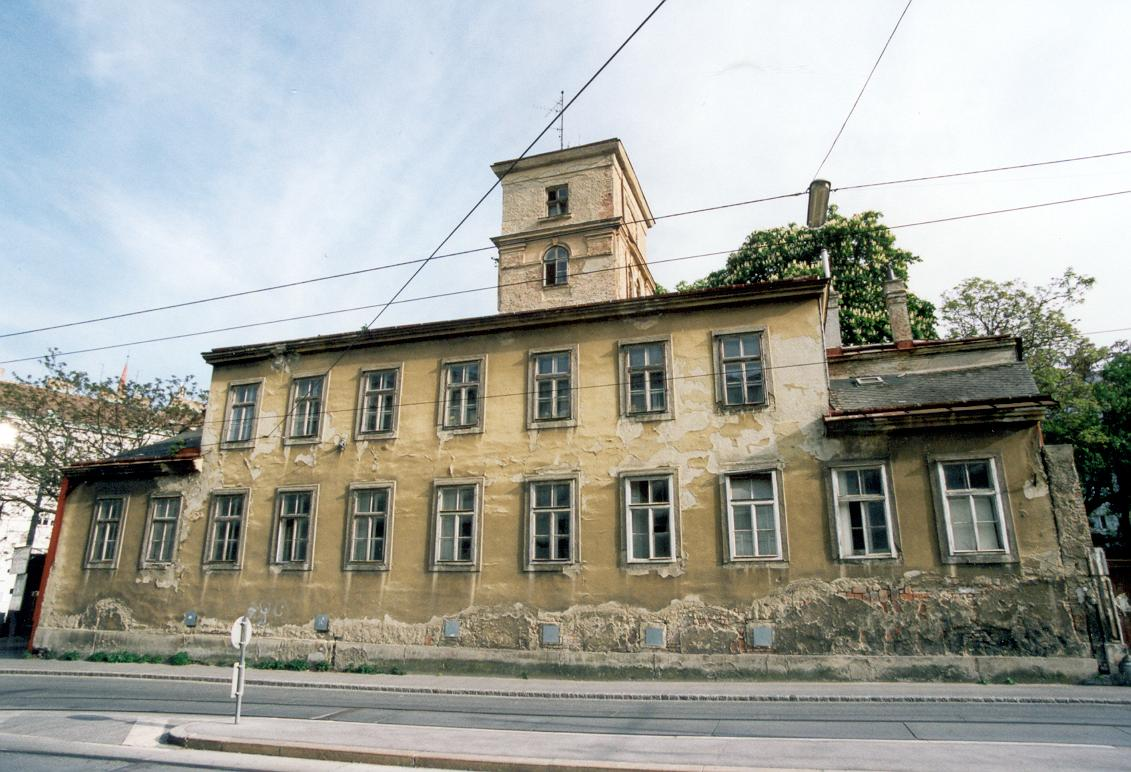
Kornhäusel-Villa im Jahr 2005, vor der Renovierung

Die Kornhäusel-Villa ist ein 1804 nach Entwurf des Architekten Joseph Kornhäusel errichtetes Landhaus in Wien. Das Landhaus lag damals noch in der Vorstadt Ottakring, die heute den größten Teil des 16. Wiener Gemeindebezirks bildet.

## Geschichte
Zwischen 1804 und 1810 erbaute der damals noch wenig bekannte Architekt Joseph Kornhäusel dieses Landhaus im Auftrag des ehemaligen Großhändlers Joseph Jenamy in klassizistischem Stil. Die Bezeichnung „Villa“ ist eigentlich unzutreffend, da das Haus in einer Häuserzeile eingebettet war und nicht als alleinstehendes Gebäude erbaut wurde.
Joseph Jenamy hatte das Grundstück samt einem Gebäude 1804 von seiner Tante Catharina Lavalier geb. Jenamy geerbt. In der zweiten Hälfte des 19. Jahrhunderts errichtete der Wiener Gemeinderat Georg Neumayer auf dem hinter dem Landhaus gelegenen Grundstück eine Meierei. Das Landhaus wurde Teil dieses Betriebes. Der württembergische Stabsarzt von Mineth baute die Meierei 1880 zur „Ersten Wiener Kindermilchanstalt“ aus. Die „Kindermilchanstalt“ hatte die Aufgabe, Tierhaltung und Milchverarbeitung auf dem für damalige Verhältnisse höchsten hygienischen Niveau zu gewährleisten und die Milch speziell an die Wiener Kinderspitäler auszuliefern. Nachdem 1883 viele Weinstöcke der Reblaus zum Opfer gefallen waren, stellten die Ottakringer Bauern vermehrt auf Milchwirtschaft um. So konnte ab 1916 Josef Wegscheider die Meierei zu einem wichtigen Milchwirtschaftsunternehmen ausbauen.
Die heute älteste noch erhaltene Landvilla Wiens verrottete in den letzten Jahrzehnten des 20. Jahrhunderts zusehends, bis ein neues Nutzungskonzept für dieses Baudenkmal gefunden wurde. Erst in Verbindung mit einem modernen Wohnbauprojekt auf den Gründen der ehemaligen Meierei, das 2005 erstmals der Öffentlichkeit vorgestellt wurde, konnte das Landhaus restauriert werden. Die alten Holzkastenfenster, Kassettenverkleidungen und Tafelparkette sowie die Stiegenhausmalereien und die Schablonenmalerei im Obergeschoß wurden wiederhergestellt. Auch die alte Turmstiege wurde renoviert. Die Räumlichkeiten um die alte Holzveranda wurden zunächst von einem Kaffeehaus genutzt, heute ist hier ein griechisches Restaurant. Im ersten Stock befinden sich alternativmedizinische Praxen und eine Bürogemeinschaft. Der S-förmige moderne Wohnbau auf dem Gelände der alten Meierei wurde Anfang 2008 fertiggestellt, die renovierte Kornhäusel-Villa wurde im Oktober 2008 präsentiert.

## Standort
Die Kornhäusel-Villa befindet sich an der Umkehrschleife der Linie 44 (ehemals Straßenbahnlinie J, von 26. Oktober 2008 bis Herbst 2017 Linie 2) zwischen Ottakringer Straße, Montleartstraße, Thaliastraße und Maroltingergasse im 16. Wiener Gemeindebezirk.